# Sprachen Guinea-Bissaus
Die Sprachsituation in Guinea-Bissau ähnelt derjenigen vieler anderer Staaten Subsahara-Afrikas: Immer mehr Menschen geben ihre eigene westafrikanische Sprache zugunsten der ehemaligen Kolonialsprache – die zur Amtssprache der unabhängigen Republik wurde – auf.
Es gibt insgesamt 18 Landessprachen in Guinea-Bissau. Jede Volksgruppe des Landes verfügt über eine eigene Sprache, die zugleich die Muttersprache ihrer Mitglieder ist. Die meisten regionalen Sprachen sind westatlantische Sprachen. Mehrere Mandesprachen sind ebenfalls lokale Sprachen. Insgesamt sprechen etwa 87,6 % der Bevölkerung westatlantische Sprachen und 12,4 % Mandesprachen.
Die einzige Amtssprache des Landes ist allerdings Portugiesisch. Da die offizielle Sprache Portugiesisch ist und Schulunterricht ausschließlich in Portugiesisch stattfindet, beherrschen es immer mehr Einwohner als Muttersprache. Standardportugiesisch sprechen inzwischen rund 14 Prozent der Bevölkerung. Laut der letzten Volkszählung von 2009 wird Portugiesisch insgesamt von 27,1 % der Landesbevölkerung gesprochen (46,3 % in städtischen Gebieten und 14,7 % in ländlichen Gebieten). Der Alphabetisierungsgrad liegt bei etwa 45 Prozent. Der Schulunterricht wird landesweit in Portugiesisch abgehalten, obwohl die allermeisten Kinder diese Sprache zuhause nicht sprechen. Französisch wird auch in den Schulen gelehrt, da das Land von frankophonen Ländern umgeben ist und ein Vollmitglied sowohl der Frankophonie als auch des CPLP (Lusophonie) ist.
Es gibt eine auf dem Portugiesischen basierende Kreolsprache, das guinabissauische Kreol, das offiziell als Regionalsprache anerkannt ist; die Sprache erhält in letzter Zeit immer mehr Zuspruch in der Bevölkerung und wird zunehmend als Muttersprache verwendet. Das guineabissauische Kreol ist zudem Verkehrssprache und ist durch die Sprachen der verschiedenen ethnischen Gruppen beeinflusst. Die beliebte portugiesischbasierte Kreolsprache wird mittlerweile von rund 60 Prozent der Einwohner beherrscht. Kreol zur Unterrichtssprache zu erheben ist bis jetzt sehr schwierig, da die Schriftform erst vor kurzem entwickelt wurde und so kaum Unterrichtsmaterialien in dieser Sprache zur Verfügung stehen.

## Sprachen und Verbreitung

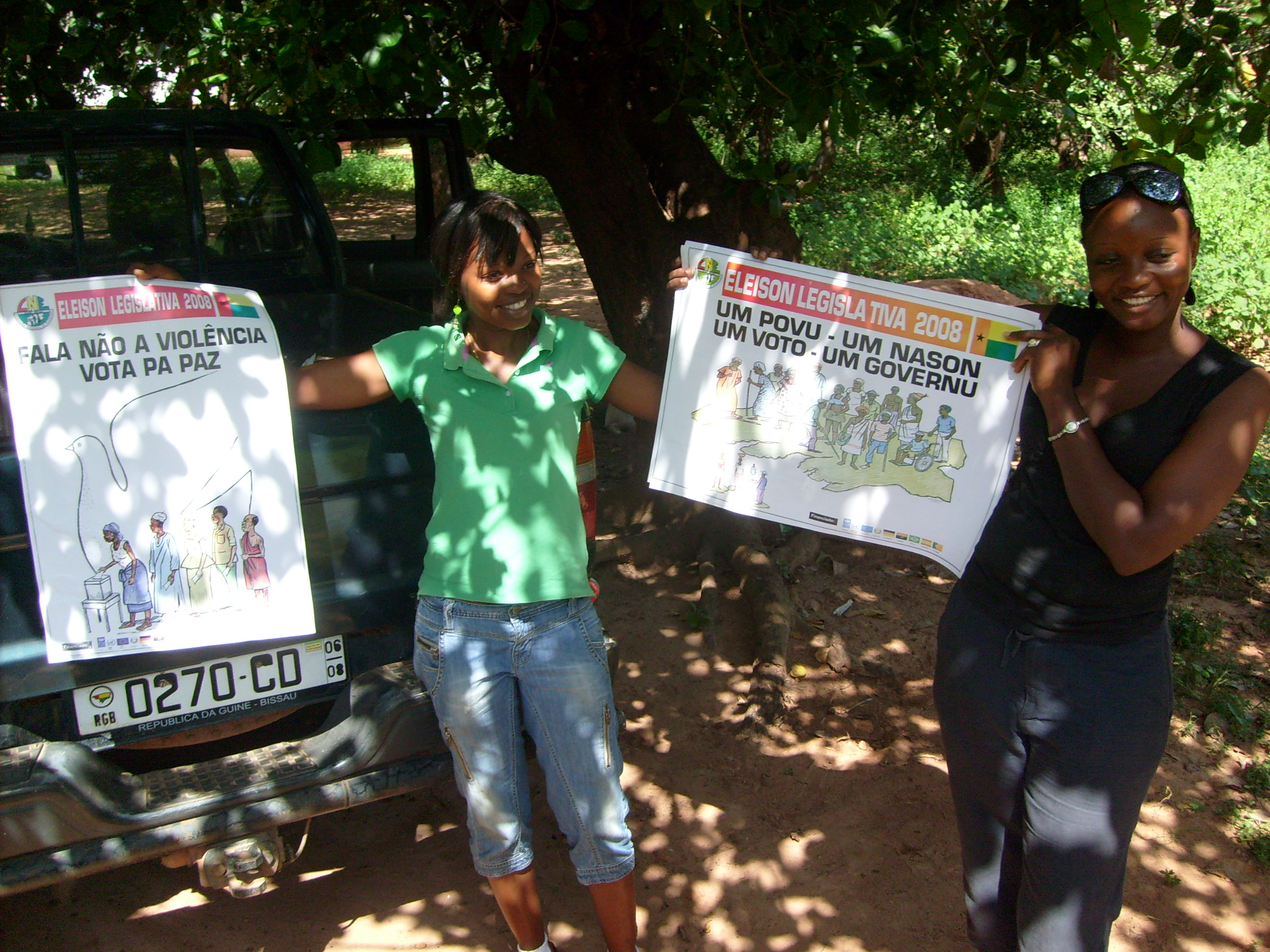
Wähler-Bildungsposter in guineabissauischem Kreol für die Parlamentswahl von 2008, Region Biombo

Im Jahre 1988 hatten die Sprachen Guinea-Bissaus folgende Sprecherzahlen:
Kreolsprachen
- Guineabissauisches Kreol

Westatlantische Sprachen
- Balante, 254.000
- Fulani, 169.000
- Mandjak, 118.000
- Pepel, 59.000
- Mankanja, 25.000
- Biafada, 18.000
- Padjadinka, 12.000
- Bidyogo, 16.000
- Diola, 15.000
- Mansonka, 9.000
- Bayot, 5.000
- Nalu, 5.000
- Kasanga, 400
- Kobiana, 300

Mandesprachen
- Maninka, 96.000
- Soninke, 2.000
- Susu, 2.000
- Djakanka